# AO Kerkyra
El Athletic Club Kerkyra FC, conocido también como AO Kerkyra (en griego: Αθλητικός Όμιλος Κέρκυρα - Athlitikos Omilos Kerkyra), es un club de fútbol griego de la ciudad de Kerkyra. Fue fundado en 1969 y juega en la Liga de Kerkyra.

## Historia
Fue fundado en el año 1967 con el nombre Kerkyraikos F.C. luego de fusionarse con 3 equipos de la localidad de Corfu: Aris Kerkyras (fundado en 1924), Helespontos (fundado en 1923) y Asteras Kerkyras (fundado en 1926). Estos 3 equipos dominaban la liga de Corfu antes de la creación de la Super Liga de Grecia en el año 1967.

## Rivalidades
Su principal rival es el equipo local Olympos Kerkiras y con equipos de la región de Epirus como PAS Giannina, Anagennisi Artas, Panetolikos y el Tilikratis de Lefkada por la cantidad de veces que se han tenido que enfrentar en las diversas competiciones del fútbol de Grecia.

## Entrenadores desde 1996
| - Nikos Pantelis (1996) - Babis Tennes (2002–2003) - Nikos Anastopoulos (julio de 2003–enero de 2005) - Georgios Firos (enero de 2005–abril de 2005) - Babis Tennes (julio de 2005–febrero de 2008) - Nikos Pantelis (diciembre de 2008–mayo de 2009) - Babis Tennes (julio de 2009–noviembre de 2010) - Božidar Bandović (noviembre de 2010–noviembre de 2011) - Javi Gracia (noviembre de 2011–marzo de 2012) - Timos Kavakas (marzo de 2012–junio de 2012) | - Apostolos Mantzios (julio de 2012–febrero de 2013) - Giannis Papakostas (febrero de 2013-abril de 2014) - Apostolos Mantzios (julio de 2012–febrero de 2013) - Giannis Papakostas (febrero de 2013–abril de 2013) - Michalis Grigoriou (julio de 2013–junio de 2015) - Sakis Tsiolis (junio de 2015–agosto de 2016) - Angelos Digozis (septiembre de 2016-noviembre de 2016) - Michalis Grigoriou (noviembre de 2016- ) |